# ملعب أنفيلد
ملعب أنفيلد (بالإنجليزية: Anfield)‏ هو ملعب كرة قدم يقع في مدينة ليفربول في شمال غرب إنجلترا. أنفيلد هو ملعب نادي ليفربول منذ تأسيس النادي عام 1892، بعد أن كان ملعب نادي إيفرتون في الفترة ما بين عامي 1884 و1892، قبل أن ينتقلوا إلى غوديسون بارك. تصل قدرة الأنفيلد الاستيعابية الآن إلى 61,276 متفرجاً.
للأنفيلد أربعة مدرجات: سبيون كوب (للمشجعين المتعصبين)، والمدرج الرئيسي، ومدرج المئوية، والأنفيلد رود. سُجّل أكبر عدد حضور في تاريخ الملعب في الثاني من فبراير عام 1952 عندما واجه ليفربول نادي ولفرهامبتون، حيث كان عدد المتفرجين 61,905 متفرجين. أصبح الأنفيلد واحداً من الملاعب التي توفر مقعداً لكل متفرج عام 1994 نتيجةً لتقرير تايلور مما قلّص كثيراً من قدرته الاستيعابية.
سُمّيت بوابتان من بوابات الملعب على اسم مدربَي ليفربول السابقَيْن بيل شانكلي وبوب بيزلي، كما أن هناك تمثال لشانكلي خارج الملعب. يبعد الأنفيلد حوالي ثلاثة كيلومترات عن محطة قطارات ليفربول لايم ستريت.
ظهرت في عام 2002 خططٌ لاستبدال الأنفيلد بملعب جديد -ستانلي بارك- تصل قدرته الاستيعابية إلى 60,000 متفرج، لكن خطط بناء الملعب الجديد أصبحت غير أكيدة بسبب تفضيل ملّاك النادي الجدد إعادة تطوير الأنفيلد بدلاً من بناء ملعب غيره.

## التاريخ
كان الملعب عند افتتاحه عام 1884 مملوكاً لرجل يُدعى جون أوريل، الذي كان صديقاً لرجل الأعمال الإنجليزي جون هولدنغ أحد مؤسسي نادي إيفرتون. كان إيفرتون في حاجة إلى ملعب جديد نظراً لكثرة عدد الجماهير التي تحضر مبارياته والضوضاء التي يصدرونها، لذا أعار أوريل الملعب للنادي مقابل إيجار صغير يدفعونه له. أول مباراة لُعبت على أرضيّة الأنفيلد كانت بين إيفرتون وإيرلزتاون في 28 سبتمبر 1884، وانتهت بانتصار الأول بخماسية نظيفة. خلال فترة إيفرتون على الأنفيلد، كانت المدرجات تستقبل ما يزيد على 8,000 متفرج في جميع المباريات، وفي بعض الأحيان كا يصل عددهم إلى 20,000 متفرج وهو الرقم الذي يمثل القدرة الاستيعابية للملعب في ذلك الحين. كان الأنفيلد حينها واحداً من أفضل الملاعب عالمياً، واستضاف مباراة إنجلترا وأيرلندا عام 1889 ضمن البطولة البريطانية الداخلية. أُقيمت أول مباراة للأنفيلد في مسابقة الدوري الإنجليزي في الثامن من سبتمبر 1888 بين إيفرتون وأكرينغتون. تطور إيفرتون بعد ذلك سريعاً، وجلب أول بطولة دوري لخزائن الأنفيلد وكان ذلك عام 1891.
ظهرت خلافات بين جون هولدنغ وإدارة إيفرتون عام 1892 أدّت في نهاية المطاف إلى انتقال إيفرتون إلى ملعب غوديسون بارك. تُرك هولدنغ مع ملعب خاوٍ، لذا قرر تأسيس نادٍ جديدٍ للعب عليه، وكان هذا النادي هو ليفربول. كانت أول مباراة لليفربول على الأنفيلد مباراة ودية حضرها 200 متفرج وكان ذلك في الأول من سبتمبر 1892، وانتهت بانتصار ليفربول على روثرهامتاون بنتيجة سبعة أهداف لهدف وحيد.
أول مباراة لعبها ليفربول في الدوري على الأنفيلد كانت المباراة التي جمعته مع نادي لينكولن سيتي والتي جرت في التاسع من سبتمبر 1893 وانتهت برباعية بيضاء لليفربول في مباراة حضرها 5,000 متفرج. بُني بعد ذلك مدرج جديد يزيد من قدرة الملعب الاستيعابية بمقدار 3,000 وكان ذلك عام 1895 في الموقع الذي يٌعرف الآن بالمدرج الرئيسي. كان هذا البناء من تصميم أرتشيبالد ليتش، وتميّز بوجود الجملون الأحمر والأبيض عليه، ليشابه بذلك المدرج الرئيسي في سانت جيمس بارك ملعب نيوكاسل يونايتد. شُيّد بعد ذلك مدرجٌ آخر على ما يُعرف الآن بالأنفيلد رود وكان ذلك عام 1903. وبعد أن حقق ليفربول لقب الدوري للمرة الثانية عام 1906، تم بناء مدرج جديد آخر. قام الصحفي المحلي إرنست إدواردز الذي كان يعمل محرراً رياضياً في صحيفتي ليفربول بوست اليومية والصدى بإطلاق اسم سبيون كوب المأخوذ من اسم تل يقع في جنوب أفريقيا حيث تلقت إحدى الكتائب الإنجليزية خسائر فادحة إبان حرب البوير عام 1900، حين توفي أكثر من 300 رجل معظمهم من ليفربول في محاولة من الجيش البريطاني للسيطرة على التل الإستراتيجي.
ظلّ ملعب أنفيلد على حاله حتى عام 1928، عندما أُعيد تصميم مدرج سبيون كوب ليصبح قادراً على استيعاب 30,000 متفرج وحده، جميعهم بلا مقاعد، كما تم بناء سقف للملعب كذلك. كان هناك العديد من الملاعب في إنجلترا التي أطلقت اسم سبيون كوب على أحد مدرجاتها، لكن مدرج الأنفيلد كان الأكبر في جميع أنحاء البلاد، حتى أن طاقة كوب الأنفيلد الاستيعابية كانت أكبر من بعض الملاعب كاملةً.
تم تركيب الأضواء الكاشفة في الأنفيلد بتكلفة قدرها 12,000 جنيه إسترليني عام 1957. وفي 30 أكتوبر من العام ذاته تم تشغيل الأضواء الجديدة للمرة الأولى خلال مباراة ليفربول وإيفرتون لإحياء الذكرى الخامسة والسبعين لتأسيس رابطة مقاطعة ليفربول لكرة القدم. وفي عام 1963، تم استبدال أحد مدرجات الملعب القديمة بمدرج كابولي قادر على استيعاب 6,700 متفرج بتكلفة 350,000 جنيه إسترليني. وبعد ذلك بعامين، تم إجراء تعديلات على مدرج الأنفيلد رود حولته إلى منطقة مغطّاة كبيرة لاستقبال المتفرجين وقوفاً. أكبر تجديد للملعب كان التجديد الذي حصل عام 1973، حين هُدِم المدرج الرئيسي القديم وبُني مدرج جديد بدلاً منه.

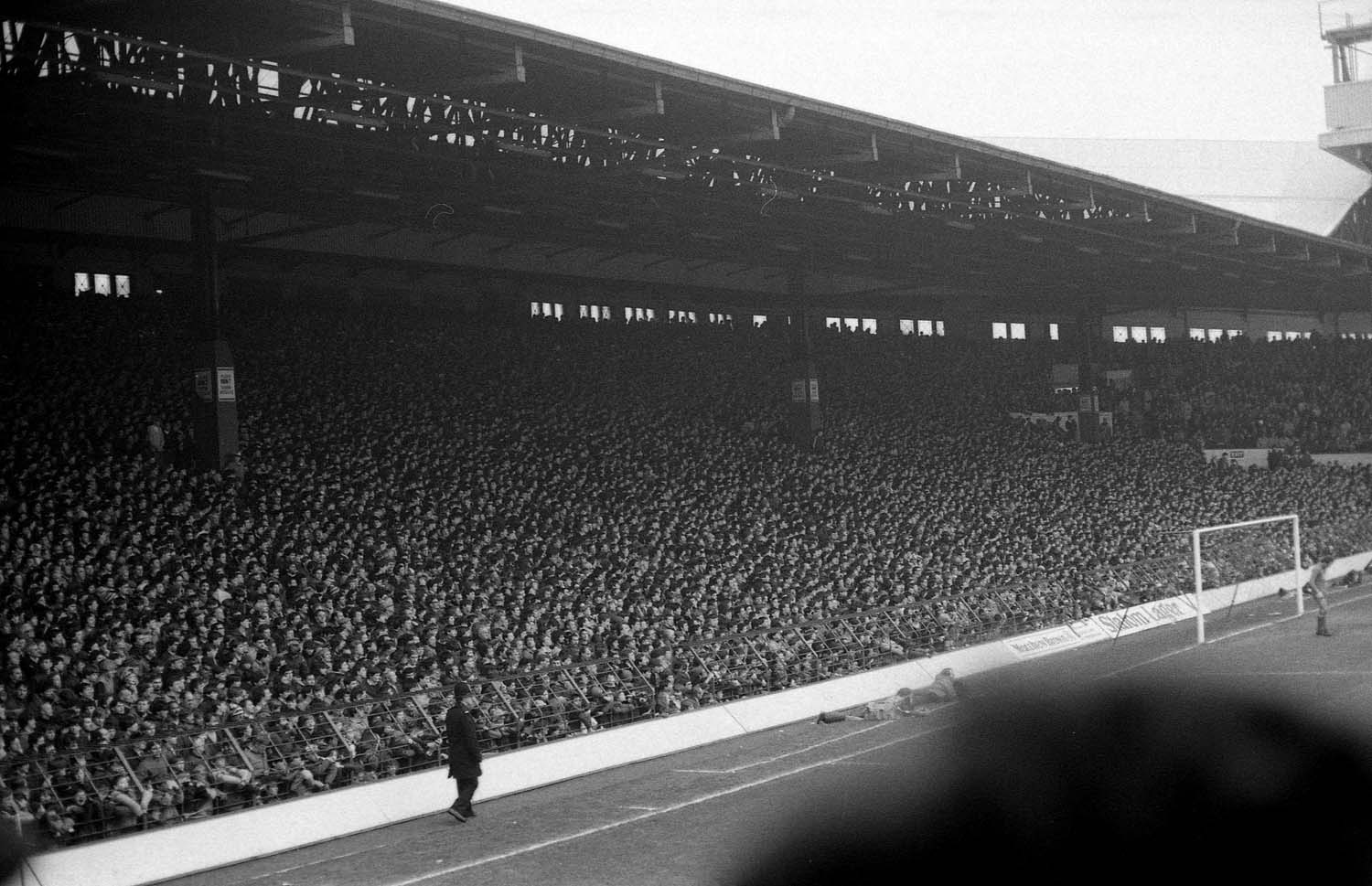
سبيون كوب خلال مباراة عام 1983.

وفي الوقت ذاته تم سحب الأضواء الكاشفة التي رُكّبت سابقاً واستُبدلت بأضواء جديدة وضعت على طول الجزء العلوي للمدرج الرئيسي. افتُتح المدرج الجديد رسمياً من قِبل دوق كنت في العاشر من مارس 1973. في الثمانينيّات من القرن الماضي، أُدخل نظام المقاعد على بعض أجزاء الملعب، مثل الأنفيلد رود عام 1982، وهو العام نفسه الذي تم فيه بناء بوابة شانكلي تكريماً لمدرب ليفربول السابق بيل شانكلي، التي افتتحتها أرملته نيسي لأول مرة في 26 أغسطس 1982. دُوّن على هذه البوابة عبارة «لن تسير وحدك أبداً» وهي عنوان الأغنية التي اختارها مشجعو ليفربول لتكون نشيد النادي خلال حقبة تدريب بيل شانكلي.

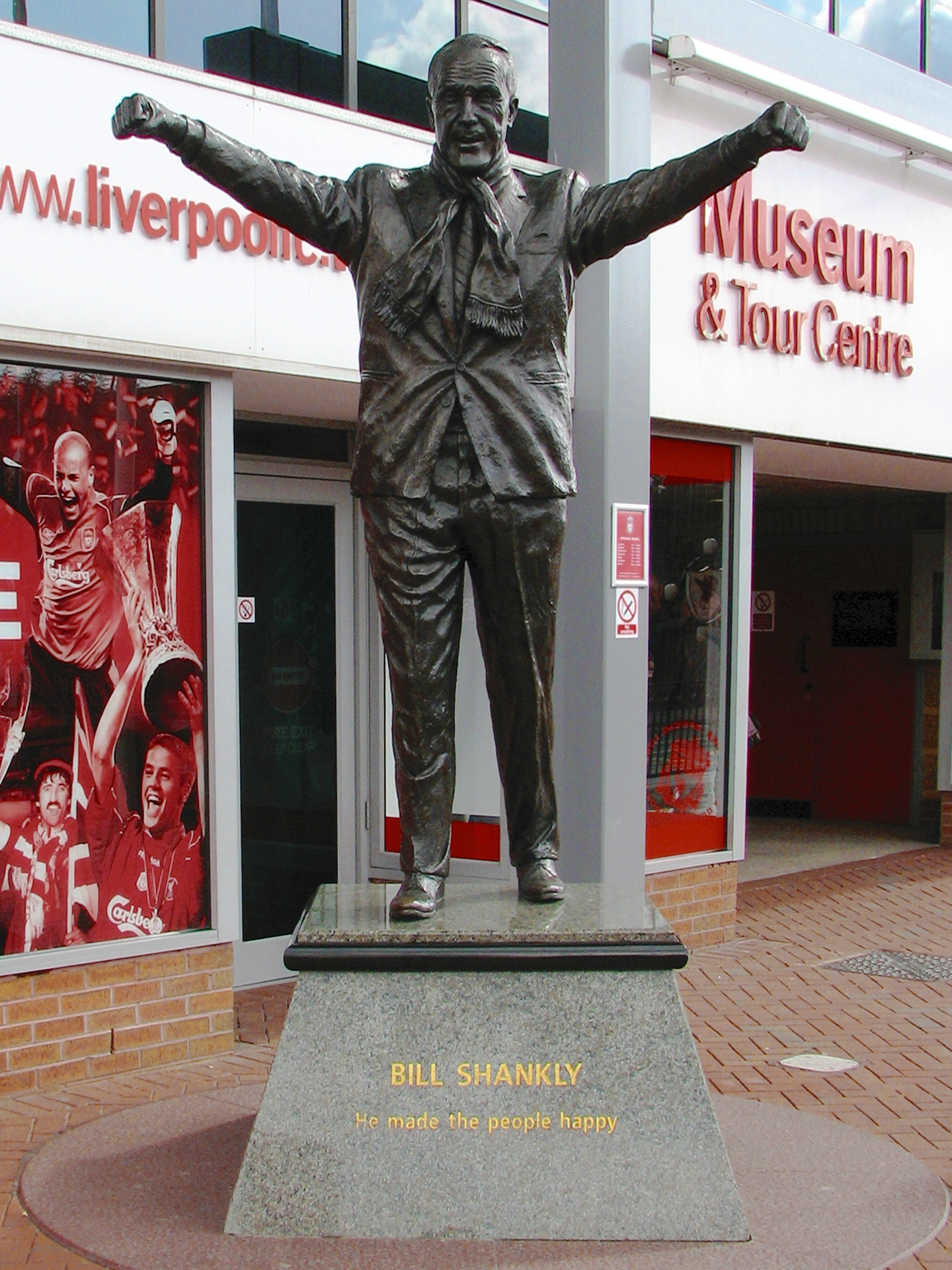
تمثال شانكلي البرونزي.

أُضيفت المقاعد الملونة وغرفة الشرطة إلى مدرج كملين رود -الاسم السابق لمدرج المئوية- عام 1987. وبعد كارثة هيلزبره عام 1989 التي توفي فيها 96 من مشجعي ليفربول نتيجةَ الاكتظاظ، أوصى تقرير تايلور بأنّ جميع ملاعب البلاد يجب أن توفر مقعداً لجميع المتفرجين بحلول مايو 1994. تم إضافة طابق ثانٍ لمدرج كملين رود عام 1992 ليصبح بذلك مدرجاً ذا طابقَيْن. كان هناك خطط موضوعة مسبقاً لتوسيع كملين رود، حيث قام النادي بشراء عدّة منازل في السبعينيّات والثمانينيّات، لكن هذه الخطط تأجلت حتى حلول عام 1990 بسبب رفض الشقيقتين جوان ونورا ميسون بيع منزلهما، حتى توصلوا أخيراً لاتفاق مع النادي مما سمح لخطط التوسع بدخول حيّز التنفيذ. تم تغيير اسم المدرج ليصبح مدرج المئوية وافتُتح رسمياً في 1 سبتمبر 1992 من قِبل رئيس الاتحاد الأوروبي لكرة القدم لينارت جوهانسون. تم إعادة بناء مدرج كوب كذلك عام 1994 تنفيذاً لما وصّى به تقرير تايلور وأصبح موفّراً بالمقاعد بشكل كامل، ولكنه ظلّ مدرجاً ذا طابق واحد، مما أدّى إلى انخفاض كبير في طاقته الاستيعابية لتصبح 12,390 فقط.
في 4 ديسمبر 1997، أُزيح الستار عن تمثال من البرونز لبيل شانكلي يبلغ طوله 2.4 متر في مركز الزوار أمام الكوب. يصوّر التمثال شانكلي مرتدياً وشاح النادي تذكاراً لحادثة وقعت عام 1973 حين رمى أحد المشجعين وشاح النادي وارتداه شانكلي حينها وسط تصفيق الجمهور، وسُجّل على التمثال عبارة «بيل شانكلي - جعل الناس سعداء». يقع نصب هيلزبره التذكاري على جانب بوابة شانكلي، ودائماً ما يتم تزيينه بالزهور والأكاليل تكريماً للذين لقوا حتفهم عام 1989 نتيجةَ الكارثة الشهيرة. وفي مركز هذا النصب شعلة لا تُطفأ أبداً، دلالةً على أن الذين توفوا لن يدخلوا في طيّ النسيان أبداً.
أحدث التغييرات الهيكلية في الأنفيلد كانت عام 1998 عندما افتُتح مدرج الأنفيلد رود ذو الطابقَيْن. واجه الأنفيلد عدداً من المشاكل جرّاء عمليات تطويره، ففي بداية موسم 1999-2000، كان لا بدّ من جلب سلسلة من أعمدة الدعم والدعامات من أجل توفير المزيد من الاستقرار للطبقة العليا للمدرج. خلال مباراة روني موران التكريمية ضد نادي سيلتيك الإسكتلندي، اشتكت جماهير سيلتيك من عدم ثبات الطبقة العليا التي تحركت بهم قليلاً بعد قفزة جماعية من الجماهير وقام النادي بحل المشكلة سريعاً.

## الهيكل والمرافق

مخطط الأنفيلد: مدرج المئوية في الأعلى، الكوب على اليمين، المدرج الرئيسي في الأسفل، الأنفيلد رود على اليسار.

يحتوي الأنفيلد على 45,276 مقعداً موزعةً على أربعة مدرجات: الأنفيلد رود، ومدرج المئوية، وسبيون كوب، والمدرج الرئيسي. يتكون الأنفيلد رود ومدرج المئوية من طابقين، في حين أن الآخرَيْن يتكونان من طابقٍ واحدٍ فقط. يتم الدخول إلى الملعب بوساطة بطاقات ذكية تعمل بتقنية تحديد الهوية بموجات الراديو بدلاً من الأبواب الدوّارة التقليدية، وقد أُدخل هذا النظام عام 2005.
الكوب هو المدرج الأكبر من حيث الطاقة الاستيعابية بين المدرجات الأربع للأنفيلد. يضم الكوب متحف النادي، والمركز التعليمي، ومتجر النادي الرسمي. ويُعد الكوب المدرج الأكثر شهرةً بين مناصري النادي، ويُشار إلى المشجعين القابعين فيه باسم كوبيتز. يمتلك الكوب سمعةً شهيرةً لدرجة أنه يُقال أن حشود المدرج قادرة على جلب الكرة إلى المرمى. وعادةً ما يتجمع أشد مناصري ليفربول في هذا المدرج.

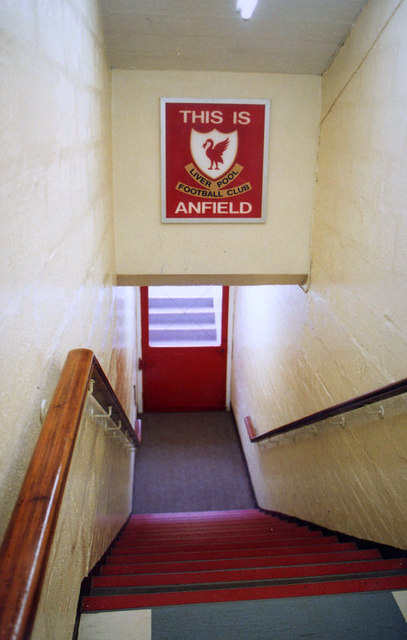
نفق اللاعبين المؤدي إلى الملعب. لافتة "هذا هو الأنفيلد" موجودة في الأعلى.

أقدم مدرجات الأنفيلد هو المدرج الرئيسي، الذي اكتمل إنشاؤه عام 1982. وهو مدرج ذو طابق واحد يضم غرفة تغيير الملابس ومجلس الإدارة. كما أن مقاعد الصحفيين وكبار الشخصيات موجودةٌ في منتصف هذا المدرج. السقف الكبير مدعوم بعمودين مركزيين رفيعين، مع وجود قنطرية كبيرة معلقة لكاميرا التلفزيون. يقع نفق اللاعبين والمنطقة الفنيّة حيث يجلس المدربون واللاعبين الاحتياطيين أثناء المباراة، يقعان في منتصف المدرج الرئيسي على مستوى الملعب. فوق الدرج المؤدي إلى الملعب في نفق اللاعبين لافتة معلّقة مكتوب عليها «هذا هو الأنفيلد» غرضها ترهيب الخصوم وجلب الحظ السعيد لمن يلمسها من لاعبي ليفربول على حدٍ سواء. وفقاً لذلك، يضع لاعبو ليفربول والجهاز الفني أحد اليدان أو كلاهما على اللافتة عند المرور من تحتها.
مدرج المئوية هو مدرج ذو طابقَيْن. عادةً ما يُسمّى الطابق الأول بمدرج كملين رود، أمّا الطابق الثاني فقد تمّت إضافته عام 1992 ليتزامن مع الذكرى المئوية للنادي. يقع مدرج المئوية مقابلاً للمدرج الرئيسي ويضم أيضاً مقاعد الإداريين ما بين طابقَيْه، كما يضم مركز الشرطة في الملعب.
يقع مدرج الأنفيلد رود على يسار المدرج الرئيسي، ويستضيف مناصري الفريق الخصم خلال المباريات. أُعيد بناء الأنفيلد رود عام 1965، وأُضيفت إليه المقاعد متعددة الألوان عام 1982. كان الأنفيلد رود مدرجاً ذا طابق واحد، لكن عملية تجديده التي اكتملت عام 1998 جعلت منه مدرجاً ذا طابقَيْن مما زاد من طاقته الاستيعابية.
يحتوي الأنفيلد على 59 مقعداً لتلبية احتياجات مستخدمي الكرسي المتحرك الذين يملكون تذاكر موسمية، بالإضافة إلى 33 مقعداً للبيع العام وثماني مقاعد لأنصار الفريق الزائر. توجد هذه المقاعد في المدرج الرئيسي، والكوب، والأنفيلد رود. كما أن هناك 38 مقعداً في المدرج الرئيسي للمكفوفين، كل واحدة منها مزودة بمساحة تَسَع لمساعدٍ شخصي.
يُظهر الأنفيلد تكريماً لاثنين من أنجح مدربي النادي على الإطلاق. بوابة بيزلي هي تكريم النادي لبوب بيزلي الذي قاد ليفربول لتحقيق دوري أبطال أوروبا ثلاث مرات والدوري الإنجليزي ست مرات خلال فترة السبعينيّات والثمانينيّات. أُقيمت البوابة في الكوب، ويتضمن تصميمها تمثيلاً للكؤوس الأوروبية الثلاثة التي حققها ليفربول خلال حقبة تدريب بيزلي، بالإضافة إلى شعار مدينته وشعار نادي ليفربول. بوابة شانكلي هي تكريم النادي لبيل شانكلي الذي درب النادي في الفترة ما بين عامي 1959 - 1974 سلفاً لبيزلي، وتقع هذه البوابة في نهاية الأنفيلد رود. يتضمن تصميم البوابة العلم الاسكتلندي، وشعار ليفربول، وعبارة لن تسير وحدك أبداً.

### أرضية الملعب
طول أرضيّة الأنفيلد 101 متر وعرضها 68 متر، وهذا الرقم أكبر بقليل من الرقم الموصى به من الاتحاد الإنجليزي لكرة القدم البالغ 101 متر في 64 متر. يتم قصّ عشب الأنفيلد مرتين أسبوعياً خلال الموسم، وأربع مرات أسبوعياً فيما تبقى من العام. يبلغ طول عشب الملعب بوصة واحدة (أي حوالي 25 مليمتراً) خلال الموسم وبوصتان فيما تبقى من العام.

## المستقبل
ظهرت خطط استبدال الأنفيلد لأول مرة في مايو 2002، وكانت القدرة الاستيعابية المقترحة للملعب الجديد 55,000، ثم رُفعت إلى 61,000 بالإضافة إلى 1,000 مقعد للفصل بين مشجعي ليفربول والفريق الضيف. قام مجلس مدينة ليفربول بعدة محاولات ما بين عامَي 2003 - 2007 من أجل مشاركة الملعب المُقترح ما بين ليفربول وغريمه المحلي إيفرتون، لكن هذه الخطوة رُفضت من قِبَل الفريقَين. مُنح ليفربول في 30 يوليو 2004 الإذن لبناء ملعب جديد في ستانلي بارك على بُعد 270 متراً من الأنفيلد. وفي 8 سبتمبر 2006، وافق مجلس مدينة ليفربول على منح النادي عقد إيجار للأرض لمدة 999 سنة.

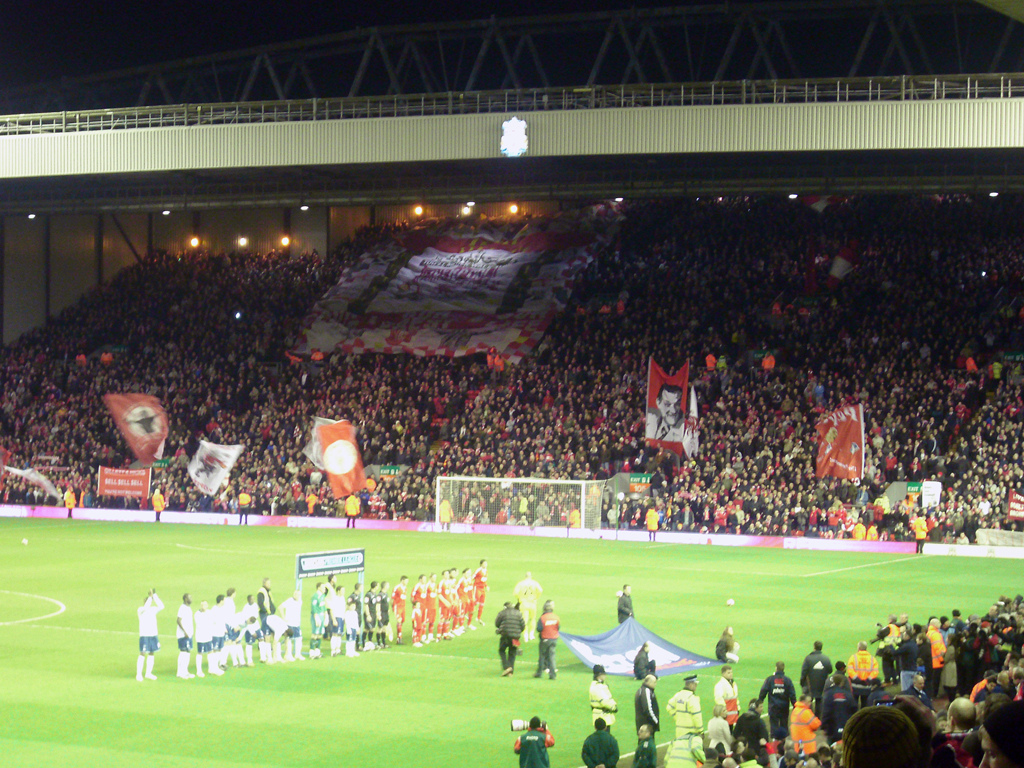
يصنع جماهير الكوب أجواءً لا مثيل لها في الأنفيلد.

بعد شراء نادي ليفربول في 6 فبراير 2007 من قِبل جورج جيليت وتوم هيكس، تمت إعادة تصميم الملعب المُقترح. وافق المجلس على التصميم الجديد في نوفمبر 2007، وكان من المقرر أن تبدأ عمليات البناء في بداية عام 2008. كان من المفترض أن يتم بناء هذا الملعب -الذي سُمّي ملعب ستانلي بارك مؤقتاً- بوساطة شركة إتش كي إس. وكان من المقرر افتتاحه في أغسطس 2011 بطاقة استيعابية قدرها 60,000، على أن يُهدم الأنفيلد بعد بناء الملعب الجديد، حتى يتسنى للأرض أن تستضيف الأنفيلد بلازا، الذي كان من شأنه أن يضم فندقاً ومطاعم مكاتب. بَيْد أن خطط بناء ستانلي بارك تأجلت في أعقاب الركود الاقتصادي 2008 وما تبعه من كساد، مما أثّر بشكل مباشر على الملّاك الأمريكيين. كما أن الأوضاع تفاقمت بسبب أن عملية شراء النادي تمّت بأموال مُقترضة وليس من رأس مال الملّاك، وكانت أسعار الفائدة أعلى ممّا كان متوقعاً. وعد هيكس وجيليت بالبدء بأعمال البناء في غضون 60 يوماً من استحواذهما على النادي، لكنهم واجهوا صعوبات في تمويل المشروع المُقدر تكلفته بنصف مليار جنيه إسترليني. انقضى الموعد النهائي اعتباراً من يونيو 2011 وبقي الموقع على حاله دون تغيير. كان لهذا التأخير تداعيات في منطقة أنفيلد، حيث عُلّقت العديد من المخططات حتى يتم تحديد مستقبل الملعب.
أعاد استحواذ مجموعة فينواي الرياضية على ليفربول في أكتوبر 2010 مسألة استبدال الأنفيلد للظهور على السطح. وفي فبراير 2011 أعلن مالك النادي الجديد جون ويليام هنري تفضيله الإبقاء على الأنفيلد على أن يزيد من طاقته الاستيعابية. وبعد حضوره عدداً من المباريات في الملعب، قال جون أن «الكوب لا مثيل له» مضيفاً «أنه سيكون من الصعب تكرار هذا الشعور في أي مكان آخر». وفي 15 أكتوبر 2012، أعلن مجلس مدينة ليفربول خططاً لتجديد منطقة الأنفيلد بعد تأمين 25 مليون جنيه إسترليني، بالإضافة إلى تعيين جمعية إسكان للاستثمار.
أعلن مالك النادي في 11 سبتمبر 2013 أن لديهم الأموال اللازمة لتغطية تكاليف عملية التوسيع لكنهم ينتظرون مجلس المدينة لاستكمال شراء المنازل المحيطة قبل أن يلتزموا بخطط توسيع كلٍ من المدرج الرئيسي والأنفيلد رود.

## استخدامات أخرى

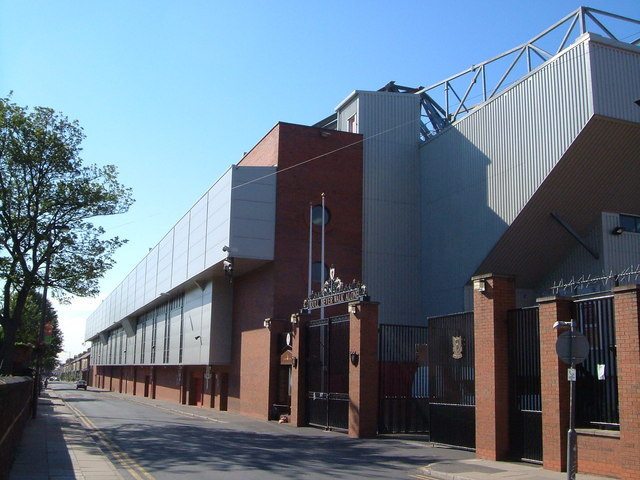
بوابة شانكلي.

استضاف الأنفيلد العديد من المباريات الدولية، كما كان واحداً من الملاعب التي استُخدمت خلال كأس الأمم الأوروبية لكرة القدم 1996، حيث استضاف مباريات المجموعة الثالثة وواحدة من مباريات دور الربع النهائي، وهي المباراة التي جمعت المنتخب الفرنسي مع نظيره الهولندي وانتهت بانتصار الفرنسيين بركلات الترجيح. أول المباريات الدولية التي احتضنها الأنفيلد كانت مباراة بين إنجلترا وأيرلندا في مارس 1889، وانتهت بانتصار إنجلترا بستة أهداف لهدف. استضاف الأنفيلد عدة مباريات دولية لمنتخب إنجلترا لكرة القدم في بدايات القرن العشرين، كما استضاف مباريات للمنتخب الويلزي في أواخر القرن ذاته. احتضن الأنفيلد كذلك 5 مباريات نصف نهائي من كأس الاتحاد الإنجليزي كان آخرها عام 1929. آخر المباريات الدولية التي استضافها الملعب كانت المباراة التي تغلّبت فيها إنجلترا على الأوروغواي 2-1 في الأول من مارس 2006. لعب المنتخب الإنجليزي مباراتَيْن تكريميّتين أمام ليفربول في الأنفيلد، كانت الأولى عام 1983 تكريماً لفيل تومبسون، والثانية عام 1988 تكريماً لألان هانسِن.
كان الأنفيلد مسرحاً للعديد من الأحداث الرياضية الأخرى، حيث كان الملعب خط النهاية لماراثون المدينة خلال منتصف العشرينيّات. كما استضاف الأنفيلد مباريات ملاكمة بانتظام خلال فترة ما بين الحربين العالميتين. احتضن الملعب كذلك مباراة استعراضية في كرة المضرب بين حامل لقب بطولة أمريكا المفتوحة بيل تيلدن وحامل لقب بطولة ويمبلدون فريد بيري. وفي عام 1958، استضاف الملعب مباراة استعراضية في كرة السلة ضمّت هارلم غلوبتروترز. كما سيكون الأنفيلد أحد الملاعب المستضيفة لمباريات كأس العالم للرغبي عام 2015.
بالإضافة إلى الاستخدامات الرياضية، كان الأنفيلد مسرحاً للعديد من الموسيقيين بمختلف أنواعهم، كما كان مسرحاً للمبشرين الإنجيليين. حيث استضاف الملعب في يوليو 1984 المبشر الأمريكي بيلي غراهام على مدى أسبوع، وجذب 30,000 متفرج كل ليلة.

## أرقام قياسية

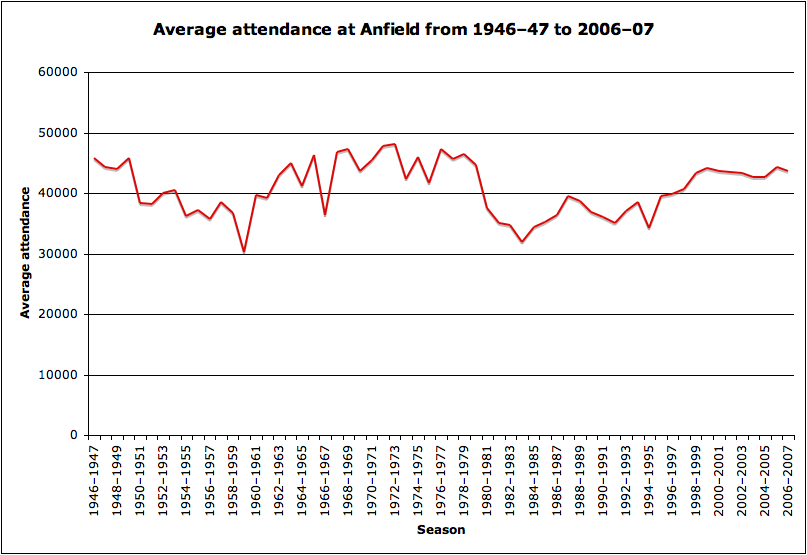
معدل الحضور الجماهيري في الأنفيلد من عام 1946 إلى عام 2007

كان أعلى عدد حضور سُجّل في الأنفيلد 61,905 متفرج في مباراة ليفربول وولفرهامبتون واندررز في الدور الخامس من كأس الاتحاد الإنجليزي في 2 فبراير 1952. أما أقل عدد حضور سُجّل في الأنفيلد فكان 1,000 متفرج في مباراة ضد لوبورو في 7 ديسمبر 1895. سُجّل أعلى متوسط حضور في الأنفيلد عام 1978 وبلغ 48,127 متفرج.
لم يخسر ليفربول أي مباراة في الأنفيلد خلال مواسم 1893-94، 1970-71، 1976-77، 1978-79، 1979-80، 1987-88، 2008-09. كما فاز ليفربول في جميع مبارياته التي أقيمت في الأنفيلد خلال موسم 1893-94. امتدت أطول سلسلة انتصارات لليفربول في الأنفيلد من يناير 1978 إلى يناير 1981، في فترة اشتملت على 85 مباراة سجّل فيها ليفربول 212 هدفاً واهتزت شباكه 35 مرة فقط. أما أطول سلسلة هزائم للنادي على ملعبه فكانت 3 مباريات وتكررت 3 مرات في تاريخ النادي، وكان ذلك في مواسم 1899-1900، 1906-07، 1908-09.

## المواصلات

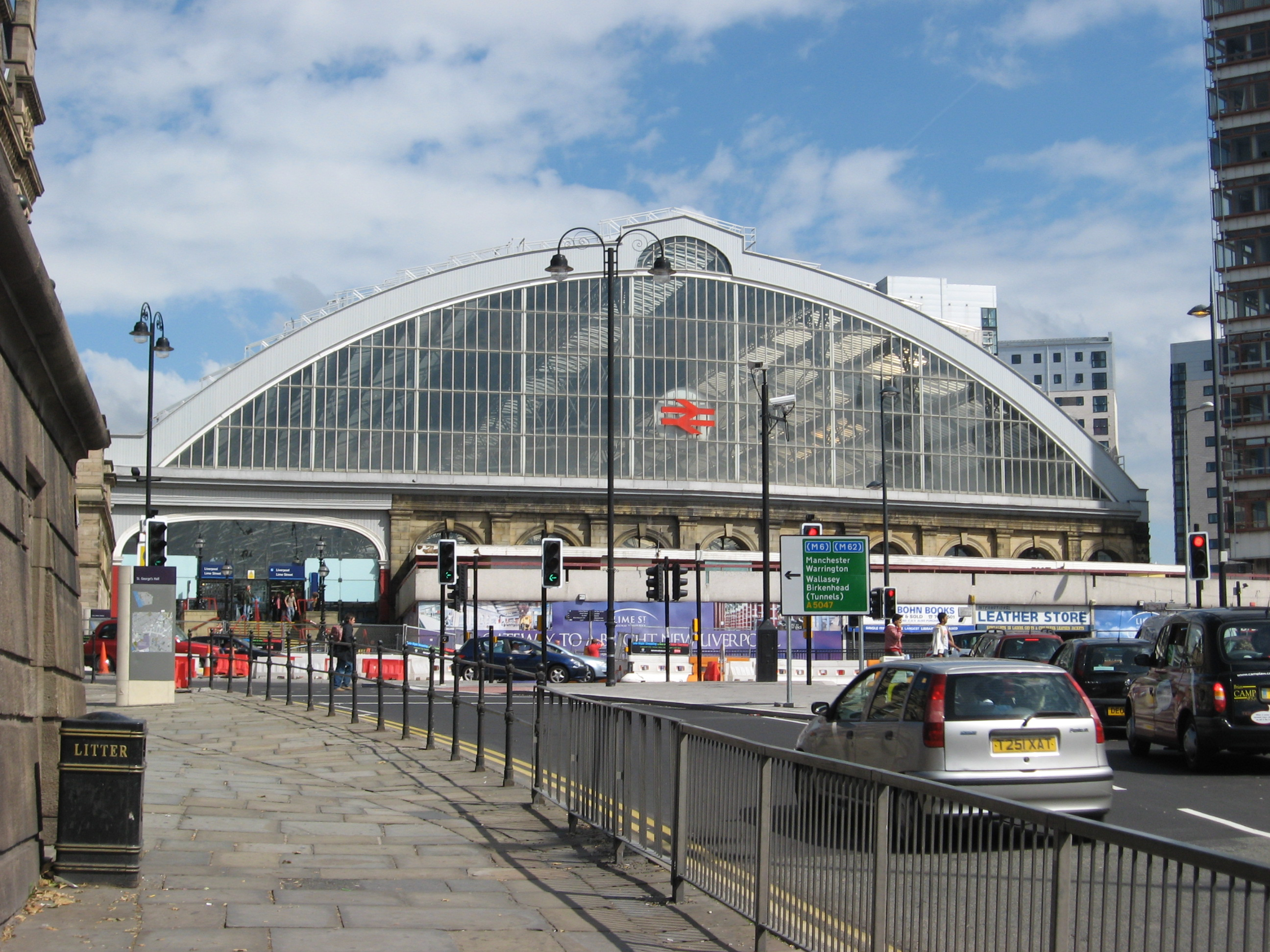
محطة قطارات ليفربول لايم ستريت

يبعد الملعب حوالي 3 كيلومترات عن محطة قطارات لايم ستريت. كما تبعد محطة كيركدال حوالي 1.6 كيلومتر من الأنفيلد، لتكون بذلك أقرب المحطات إلى الملعب. لا يوفّر الملعب مواقف سيارات للمشجعين، كما أن الشوارع المحيطة بالملعب تسمح بوقوف سيارات للمقيمين الذي يحملون تصاريح فقط. يجري دراسة مقترحات لإعادة حركة نقل الركاب إلى محطة كندا دوك برانش، مما سيؤدي إلى خفض المسافة من محطة القطارات الأقرب للملعب إلى أقل من كيلومتر واحد.

## وصلات خارجية
- الأنفيلد على موقع النادي الرسمي